# Lucas Kruspzky
Lucas Nahuel Kruspzky (ur. 6 kwietnia 1992 w Buenos Aires) – argentyński piłkarz polskiego pochodzenia  grający na pozycji lewego obrońcy w klubie CA Patronato. 

## Sukcesy

### CA Patronato
- Puchar Argentyny: 2021/2022

## Życie prywatne
Jego młodszy brat Facundo również jest zawodowym piłkarzem.